# Christoph von Degenfeld-Schonburg
Christoph hrabě von Degenfeld-Schonburg (3. května 1831 Mohuč – 14. března 1908 Gorice) byl rakousko-uherský generál. V mládí byl účastníkem několika válečných konfliktů a jako syn rakouského ministra války Augusta Degenfeld-Schonburga rychle postupoval v hodnostech. Již ve čtyřiceti letech byl generálmajorem (1871) a v letech 1883–1889 zastával funkci zemského velitele v Banátu. V roce 1887 dosáhl hodnosti generála jezdectva.

## Životopis

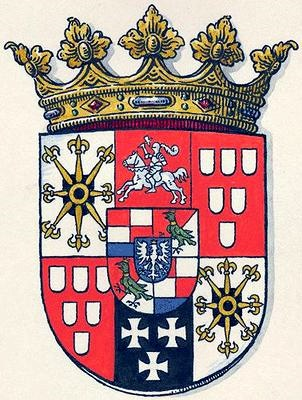
Erb rodu Degenfeld-Schonburg

Pocházel ze staré německé šlechtické rodiny, jejíž část působila ve službách Habsburků a vlastnila statky v Uhrách. Narodil se jako starší syn rakouského generála Augusta Degenfeld-Schonburga (1798–1876), pozdějšího ministra války. Christoph se již v osmnácti letech zapojil jako dobrovolník do bojů ve Vídni během revoluce v letech 1848–1849. V armádě byl již v roce 1854 rytmistrem u 9. husarského pluku, kde strávil několik let. Zúčastnil se války se Sardinií a v roce 1860 byl majorem u 1. husarského pluku. V roce 1860 byl jmenován čestným členem Řádu německých rytířů a v roce 1863 získal titul c. k. komořího. V roce 1864 byl povýšen na podplukovníka a byl přeložen k 3. husarskému pluku. V době prusko-rakouské války byl již v hodnosti plukovníka (1865) velitelem 7. husarského pluku.
V roce 1871 byl povýšen do hodnosti generálmajora, již předtím byl velitelem 2. jezdecké brigády v Šoproni. V roce 1876 dosáhl hodnosti polního podmaršála a stal se velitelem 12. pěší divize v Krakově. V letech 1883–1889 byl velitelem 7. armádního sboru v Temešváru, jako sborový velitel zároveň obdržel titul c. k. tajného rady s nárokem na oslovení Excelence (1883). V roce 1887 dosáhl hodnosti generála jezdectva a k datu 1. dubna 1889 byl penzionován.
Za zásluhy byl nositelem velkokříže Leopoldova řádu, Řádu železné koruny I. třídy a Vojenského záslužného kříže s válečnou dekorací. Od ruského cara obdržel Řád sv. Anny I. třídy a Řád sv. Stanislava I. třídy, od německého císaře získal Řád červené orlice II. třídy. Od roku 1883 byl čestným majitelem pěšího pluku č. 83 posádkově příslušného do Segedínu. 

## Rodina
Poprvé se oženil v roce 1878 s hraběnkou Helenou Pallaviciniovou, rozenou Zichyovou (1834–1883). Helena (Ilona) byla nejmladší dcerou prezidenta uherské dvorské komory hraběte Karla Zichyho, později se stala c. k. palácovou dámou a dámou Řádu hvězdového kříže, jejím prvním manželem byl markrabě Osvald Pallavicini (1817–1877). Po ovdovění se Christoph Degenfeld v roce 1885 oženil podruhé s Margaretou Rosenthalovou (1863–1944), dcerou židovského rentiéra Otty Rosenthala z Vratislavi. Obě manželství zůstala bez potomstva.
Jeho mladší bratr Ferdinand (1834–1849) zemřel v dětství, sestra Sarah (1833–1903) byla manželkou c. k. podplukovníka barona Friedricha Cnoblocha (1827–1893).